# (4007) Euríalo
(4007) Euríalo es un asteroide perteneciente a los asteroides troyanos de Júpiter descubierto por Ingrid van Houten-Groeneveld, Cornelis Johannes van Houten y Tom Gehrels el 19 de septiembre de 1973 desde el observatorio del Monte Palomar, Estados Unidos.

## Designación y nombre
Euríalo se designó inicialmente como 1973 SR.
Posteriormente, en 1990, recibió su nombre de Euríalo, un personaje de la mitología griega.

## Características orbitales
Euríalo está situado a una distancia media de 5,17 ua del Sol, pudiendo acercarse hasta 4,877 ua y alejarse hasta 5,464 ua. Su inclinación orbital es 11,01 grados y la excentricidad 0,05676. Emplea 4294 días en completar una órbita alrededor del Sol.

## Características físicas
La magnitud absoluta de Euríalo es 10,3 y el periodo de rotación de 6,391 horas.